# Harold Wood
Harold Wood – dzielnica Londynu, leżąca w gminie London Borough of Havering. W 2011 dzielnica liczyła 12 650 mieszkańców.